# آناتول کوراگین
آناتول واسیلیویچ کوراگین (روسی: Анатолий Васильевич Курагин) یک شخصیت داستانی در رمان جنگ و صلح اثر لئو تولستوی است، که در سال ۱۸۶۹ منتشر شد. آناتول پسر پرنس واسیلی کوراگین و برادر هلن کوراگینا و ایپولیت کوراگین است.